# Jalla
Jalla is een geslacht van wantsen uit de familie schildwantsen (Pentatomidae). Het geslacht werd voor het eerst wetenschappelijk beschreven door Carl Wilhelm Hahn in 1832.

## Soorten
Het genus bevat de volgende soorten:

- Jalla anthracina Jakovlev, 1885
- Jalla dumosa Linnaeus, 1758
- Jalla subcalcarata Jakovlev, 1885
- Jalla subdilatata Reuter, 1900